# Wollert Konow
Wollert Konow (1845-1924) fue el primer ministro de Noruega entre el 1910 y el 1912. Fue también, durante un corto periodo, presidente del Parlamento (Storting).